# 藏在心中的惡魔
《藏在心中的惡魔》（日语：傷だらけの悪魔，直譯：傷痕累累的惡魔），是由澄川volvox（澄川ボルボックス）所創作，以女高中生之間的霸凌為題材描繪的校園漫畫，故事講述女高中生葛西舞和昔日遭受校園霸凌的國中同學小田切志乃之間的糾葛。2014年於Comico（コミコ）漫畫平台上連載，2015年10月10日發行單行本第一卷。英語和繁體中文版則在Comico後續服務平台「POCKET COMICS」連載。
2016年宣布真人版電影化，2017年2月於日本上映。連載漫畫正篇至2022年4月29日正式完結，正篇共計394話，附加附篇11話，總計405話。

## 故事簡介
主角葛西舞由於父母工作關係由東京轉學到鄉下高中就讀，在東京的學校時一直在具有勢力的小團體中，因此認為就算轉學，也能非常順利的生活。但她卻意外的與國中飽受葛西在內的小團體霸凌的小田切志乃同班，由於志乃變換了髮型與姓氏且舞也對她印象不深，而沒有認出來。

在一次交談中，志乃故意提起霸凌的相關話題，希望舞能記起她，但舞卻沒有感到絲毫愧疚，因此志乃下定決心對舞展開復仇。

## 登場人物

### 主要人物
葛西舞：為本作主角，在東京長大出生，喜愛打扮。國中畢業後因父母工作關係轉學到鄉下高中。
因國中時期隸屬於霸凌小田切的團體，並協助主要霸凌者千春與栞，負責把風。雖然沒有直接霸凌，但舞不想惹上麻煩而漠視了志乃的求救，因此志乃對她懷恨在心。到高中時意外與志乃相遇，第一時間沒認出來，在志乃問她，以前的學校是否有霸凌問題時，舞卻回答這是偏見，沒有這回事。因此讓志乃決心報復舞。
剛轉學過來的舞因為是從都市搬來，因此得到許多同學接近想好好相處，卻因志乃故意在班上揭發舞以前在國中時霸凌她，使得原本就與志乃同班的同學們決定和舞保持距離。
小田切志乃：為本作第二主角，出生地不詳。國中時個性文靜溫厚，在國一時因遭遇霸凌而變得排斥上學。後因許多原因而改名並搬到鄉下。
舞搬來之前一直過著平靜安穩的生活。在班導麻煩志乃帶轉學生參觀學校時，第一眼就認出這是以前霸凌她的犯人之一-葛西舞，當時被霸凌的志乃曾向舞求救卻被漠視，開始對舞懷恨在心，認為默許及漠視也是參予霸凌的行為。
志乃為了給舞一個改過的機會，在一次交談中提起以前的學校是否有霸凌問題時，希望舞能夠有所愧疚，但舞的回答卻讓志乃非常生氣，因此下定決心要報復舞，讓她嚐嚐被霸凌滋味。

### 次要人物
藤塚優里亞：在舞班上不斷擴大自己勢力的同班同學，喜愛打扮，曾因舞從東京轉來而想拉攏關係，但得知舞是霸凌志乃的兇手，為了不想惹麻煩而作罷。
原本不打算與舞有任何關係，但因為舞曾害靜受傷而開始厭惡舞，甚至反過來霸凌舞。對朋友十分著想，且十分照顧身為摯友的惠那及靜。與父母關係惡劣。成績較為中下。
名取靜：優里亞與惠那國中與以來的朋友。個性小孩子氣，也不懂得看他人臉色且自我；一直受到優里亞與惠那的疼愛，相當重視朋友。意外成績優秀；背後似乎隱藏着不為人知的洞察力。
金谷惠那：優里亞與靜的好友。從國小開始就認識優里亞，並且非常仰慕優里亞。

### 班上同學
近藤千穗：個性文靜的同班同學，無法忍受舞遭受霸凌，卻又因為害怕而不敢有所行動。
榮千翔子：個性活潑開朗，是志乃轉學後的摯友。在舞轉學前就知道志乃以前被霸凌的情況，因此十分厭惡霸凌志乃的葛西舞。為了協助志乃，曾想把違禁品放入舞的包包，卻沒有成功。年幼時與黑木唯是好友。
黑木唯：個性安靜，是班上的同學之一。對千翔子有好感，幼稚園時因媽媽的工作為特殊行業，且名字較為特殊而被班上同學排擠，國小時遇見千翔子，她是第一個不會以異樣眼光看待他的人因而喜歡上千翔子。之前的筆名為「onlyone」。
原本打算在一旁觀看舞的霸凌，但發現千翔子正被志乃利用，因而開始私下協助舞。
阿部美波：千穗的堂姊妹，因臉上長滿青春痘因而對自己的長相感到自卑。
花房宏子：個性冷酷，對他人毫無興趣。
花房宏樹：宏子的雙胞胎哥哥，與唯從國小開始就認識。
當麻篤史：個性隨便，是班上的不良少年。對和平的學校感到無趣。喜歡優里亞，多次引人注目的行為其實是為了保護優里亞，但優里亞卻不領情。

## 真人版電影

### 演員
- 1.葛西舞：足立梨花
- 2.小田切詩乃：江野澤愛美
- 3.藤塚優里亜：加彌乃
- 4.名取静：岡田結實
- 5.黒木唯：藤田富
- 6.當麻篤史：小南光司

## 出版書籍
| 卷數  | NHN comico     | NHN comico             |
| 卷數  | 發行日         | ISBN                   |
| ----- | -------------- | ---------------------- |
| 第1卷 | 2015年10月10日 | ISBN 978-4-575-84698-0 |